# Guerra de Colonia
La guerra de Colonia (1583-1588) fue una guerra que devastó el Electorado de Colonia, un antiguo principado eclesiástico del Sacro Imperio Romano Germánico, que se encuentra en lo que es hoy el territorio de Renania del Norte-Westfalia en Alemania. La guerra transcurrió durante la Reforma protestante en Alemania y la Contrarreforma, al mismo tiempo que la guerra de los Ochenta Años y las guerras de religión de Francia. Es conocida asimismo como la guerra del senescal o crisis del senescal, a veces como la guerra de las cloacas.[cita requerida]
El conflicto fue una prueba de la validez del principio de reservatum ecclesiasticum, el cual fue incluido en la Paz de Augsburgo (1555). Este principio excluía o «reservaba» los territorios eclesiásticos del Sacro Imperio para la aplicación del cuius regio, eius religio (a tal rey, tal religión), que determinaba la religión de cada territorio. El principio estipulaba que, si un príncipe se convertía al protestantismo, debía abdicar en lugar de forzar la conversión de sus súbditos.
En diciembre de 1582, Gebhard Truchsess von Waldburg, el príncipe elector de Colonia, se convirtió al protestantismo. El principio de reserva eclesiástica lo obligaba a renunciar, pero se declaró en paridad religiosa con sus súbditos y en 1583 se casó con Agnes von Mansfeld-Eisleben, en un intento de transformar el principado eclesiástico en uno secular, un ducado dinástico. Una facción del capítulo catedralicio, sin embargo, eligió a otro arzobispo: Ernesto de Baviera.
Inicialmente las tropas del arzobispado de Colonia lucharon por el control de partes de su territorio. Muchos barones y condes mantuvieron el territorio por obligaciones feudales para con el electorado; también defendieron el territorio en zonas cercanas a las provincias flamencas, Westfalia, Lieja y el sur de los Países Bajos Españoles. Los problemas causados por el reparto de tierras y el infantazgo dinástico provocaron que la lucha por un feudo se agravara y que tomaran partido diversas casas, tales como el Electorado del Palatinado y flamencos, escoceses y mercenarios ingleses, por el lado protestante, y mercenarios papales en el bando católico del duque de Baviera. En 1586 el conflicto se extendió con la llegada de tropas españolas y mercenarios italianos al bando católico, así como la financiación y apoyo diplomático de Enrique III de Francia e Isabel I de Inglaterra al lado protestante.
El conflicto coincidió con la guerra de los Ochenta Años (1568-1648), lo que motivó la participación de los rebeldes flamencos y los españoles en este conflicto. El exitoso final de la guerra consolidó a la Casa de Wittelsbach, originaria de Baviera, en el noroeste de Alemania y supuso el triunfo de la Contrarreforma en la zona del Bajo Rin. Sirvió también de precedente para la intervención extranjera en los asuntos dinásticos y religiosos alemanes que se repetiría en el futuro.

## Contexto

### Divisiones religiosas en el Sacro Imperio Romano Germánico
Antes del siglo XVI, el catolicismo era la religión oficial en el Sacro Imperio Romano Germánico. Martín Lutero reclamó reformas y cambios en su doctrina y en sus prácticas, pero, al ser excomulgado, sus ideas se implementaron en una confesión nueva: el luteranismo. La idea de una reforma de las doctrinas de la Iglesia, considerada infalible y sacrosanta por la enseñanza católica, acentuó la controversia y confrontación en muchos territorios del Sacro Imperio y rápidamente se transformó en una lucha armada para resolver agravios sociales, políticos y territoriales existentes.
Estas tensiones se materializaron en alianzas tales como la Liga de Esmalcalda, protestante, a través de la cual muchos de los príncipes luteranos acordaron protegerse mutuamente de la invasión en sus territorios y autoridad local. En represalia, los príncipes que permanecieron leales a la Iglesia católica formaron la defensiva Liga Santa. A mediados de la década de 1530, los Estados de habla alemana del Sacro Imperio se habían convertido en facciones armadas determinadas por lazos familiares, necesidades geográficas, lealtades religiosas y aspiraciones dinásticas. La cuestión religiosa acentuó y enmascaró estos conflictos seculares.
Tanto los príncipes como el clero comprendieron que los abusos institucionales obstaculizaban las prácticas de los fieles, pero no estaban de acuerdo en la solución del problema. Los protestantes creían que era necesaria una reforma de la doctrina (especialmente en lo que respecta a las enseñanzas de la Iglesia sobre la justificación, las indulgencias, el purgatorio y el papado), mientras que los que seguían siendo católicos sólo deseaban reformar la moral del clero, sin sacrificar la doctrina católica. El papa Pablo III convocó un concilio para examinar el problema en 1537 e instituyó varias reformas internas destinadas a solucionar algunos de los abusos más flagrantes (prebendas, simonías y nepotismos).
A pesar de los esfuerzos tanto del emperador Carlos V como del romano pontífice, la unificación de las dos corrientes de creencia se derrumbó debido a diferentes conceptos de «Iglesia» y al principio de justificación. Los católicos se aferraban a la enseñanza tradicional de que la Iglesia católica era la única Iglesia verdadera, mientras que los protestantes insistían en que la Iglesia que Cristo fundó era invisible y no estaba ligada a ninguna institución religiosa única en la tierra. En cuanto a la justificación, los luteranos insistieron en que ocurrió por la fe misma, mientras que los católicos sostenían la doctrina católica tradicional de que la justificación implica tanto la fe como la caridad activa. La Liga de Esmalcalda convocó su propio concilio ecuménico en 1537 y estableció varios preceptos de fe. Cuando los delegados se reunieron en Ratisbona en 1540-41, los representantes acordaron la doctrina de la fe y la justificación, pero no pudieron ponerse de acuerdo sobre los sacramentos, la confesión, la absolución y la definición de la iglesia. Los partidarios católicos y luteranos parecían estar más separados que nunca. Solamente en unos pocos pueblos y ciudades fueron luteranos y católicos capaces de vivir juntos en una aparente armonía. En 1548 los desacuerdos políticos se superponían con cuestiones religiosas, haciendo que cualquier tipo de acuerdo pareciera remoto.
Ese mismo año el emperador convocó un «interreligio imperialis» (también conocido como Interim de Augsburgo), a través del cual trató de buscar algún acuerdo para la paz religiosa. Este esfuerzo reunió a los príncipes protestantes y católicos y al papado. El emperador declaró que estaba insatisfecho por las dimensiones políticas y diplomáticas que habían provocado tal cisma. Las sesiones de 1551-52 convocadas por el papa Julio III en el ecuménico Concilio de Trento no resolvieron ninguna de las principales cuestiones religiosas, sino que simplemente reafirmaron la enseñanza católica y condenaron la enseñanza protestante como herejía.

### Aceptación del cisma religioso
El ínterim del emperador no pudo continuarse. Ordenó que se celebrase la dieta en Augsburgo, en la cual varios Estados podrían discutir los problemas religiosos y su solución. Él mismo no podía acudir y delegó su autoridad en su hermano Fernando para «actuar y determinar» disputas de territorio, religión y poder local.
En la conferencia, Fernando halagó, persuadió y amenazó a varios representantes para ponerlos de acuerdo en tres importantes principios. El principio de cuius regio, eius religio garantizaba la unidad religiosa dentro de un Estado, al convertirse la religión del príncipe en la religión del Estado y de todos sus habitantes. A aquellos habitantes que no podían conformarse a la religión del príncipe se les permitió marcharse, una idea innovadora en el siglo XVI. Este principio fue discutido extensamente por los diversos delegados, que finalmente llegaron a un acuerdo sobre los detalles de su redacción después de examinar el problema y la solución propuesta desde todos los ángulos posibles.
El segundo principio cubría el estatus especial de los estados eclesiásticos, llamado reservatum ecclesiasticum. Si el prelado de un estado eclesiástico cambiaba su religión, los hombres y las mujeres que vivían en ese estado no tenían que hacerlo. En cambio, se esperaba que el prelado renunciara a su cargo, aunque esto no estaba especificado en el acuerdo.
El tercer principio, conocido como Declaratio Ferdinandei, eximió a los caballeros y a algunas ciudades de la exigencia de uniformidad religiosa si la religión reformada se practicaba allí desde mediados de la década de 1520, unas cuantas ciudades y pueblos mixtos donde habían vivido católicos y luteranos. También protegía la autoridad de las familias principescas, los caballeros y algunas de las ciudades para determinar qué significaba la uniformidad religiosa en sus territorios. Fernando lo insertó en el último minuto, por su propia autoridad.

### Problemas persistentes
Tras 1555, la Paz de Augsburgo se convirtió en el documento legal legítimo que trajo la convivencia de los luteranos y los católicos en los territorios alemanes del Sacro Imperio y sirvió para aminorar muchas tensiones entre los llamados «de vieja fe» y los seguidores de Lutero. Pero tenía dos cosas que no solucionaba. Lo primero es que Fernando había promulgado el artículo sobre la «reserva eclesiástica» a través del debate; no había sido sometidos al escrutinio y la discusión que asistieron a la amplia aceptación y apoyo del cuius regio, eius religio. En resumen, su promulgación no representaba la opinión de todos, o al menos no de la mayoría, además que no cubría todos los posibles casos jurídicos. La Declaratio Ferdinandei no se debatió en sesión plenaria. Usando su autoridad para «actuar y determinar», Fernando lo había agregado en el último minuto, debido a la presión de las familias principescas y los caballeros.
Estos errores perseguirían al imperio en las décadas posteriores. Quizá la gran debilidad de la Paz de Augsburgo fue no tener en cuenta la creciente diversidad de religiones que surgían en las tradiciones evangélicas (luteranas) y reformistas. Otras confesiones habían adquirido legitimidad popular —si no legal— en las décadas siguientes y, en 1555, las reformas propuestas por Lutero ya no eran las únicas: se habían consolidado los anabaptistas, como el frisón Menno Simons (1492-1559) y sus seguidores, o los de Juan Calvino, que eran particularmente fuertes en el suroeste y el noroeste. Y los seguidores de Ulrico Zuinglio fueron excluidos de las consideraciones y protecciones bajo la Paz de Augsburgo. Según el acuerdo de Augsburgo, sus creencias religiosas seguían siendo heréticas.

### Abdicación de Carlos V
En 1556, en medio de gran pompa y apoyándose en el hombro de uno de sus favoritos —Guillermo de Orange que entonces tenía 24 años—, el emperador Carlos V repartió su herencia. El Imperio español, que incluía a España, los Países Bajos, Nápoles, Milán y las posesiones de España de las Américas, fue para su hijo, Felipe II de España. Su hermano, Fernando, que había negociado el tratado en el año anterior, ya estaba en posesión del archiducado de Austria y era también el candidato obvio para suceder a Carlos como santo emperador romano.
La elección de Carlos fue apropiada. Felipe era culturalmente español: había nacido en Valladolid y había crecido en la corte española, su lengua nativa era el castellano y él prefería vivir en España. Fernando estaba familiarizado con los otros príncipes del Sacro Imperio; sin embargo, él también había nacido en España, administrando los asuntos de su hermano en el imperio desde 1531. Algunos historiadores mantienen que Fernando fue también influenciado por los filósofos reformistas y fue probablemente el emperador más cercano a convertirse en un emperador protestante. Mantuvo al menos nominalmente el catolicismo a lo largo de su vida, aunque según se cree rechazó la extrema unción en su lecho de muerte. Otros historiadores sostienen que Fernando era un católico practicante, pero que, a diferencia de su hermano, él mantenía la religión fuera de la esfera política.
La abdicación de Carlos tuvo consecuencias de largo alcance en las relaciones diplomáticas entre Francia y los Países Bajos, particularmente con la adjudicación del Reino de España a Felipe. En Francia, los reyes y sus ministros estaban cada vez más incómodos al verse rodeados por las posesiones de los Habsburgo y buscaron aliados contra su hegemonía en los territorios alemanes; no tuvieron problemas en aliarse con príncipes protestantes aun siendo católicos. En los Países Bajos, la ascensión de Felipe al trono de España trajo problemas que rompieron la armonía, el orden y la prosperidad. Fervoroso católico y un tanto inflexible gobernante, Felipe siguió una política muy agresiva, tanto económicamente como en lo concerniente a la religión, que contrastaba con la política de su padre en los Países Bajos, quien no había oprimido demasiado a la Reforma e incluso había tolerado un alto nivel de autonomía local. Esto dio como resultado una rebelión holandesa poco después de que él se convirtiera en rey. La respuesta de Felipe no se hizo esperar y pronto ocupó militarmente gran parte de las provincias del norte con tropas españolas y mercenarios, lo que provocó el constante movimiento de tropas y provisiones entre el norte de Italia y Flandes a través del Camino Español que pasaba por el ducado de Borgoña.

## Causas de la guerra

Mapa del Electorado de Colonia con las ciudades y poblaciones clave. La ciudad de Colonia estaba fuera del electorado, pero formaba parte de la diócesis episcopal. Las líneas grises son las fronteras modernas y los ríos se muestran según su curso actual. Todos los límites son aproximados.

Como principado del Sacro Imperio, el Electorado de Colonia incluía las posesiones temporales del arzobispado de Cololonia —el Oberstift, la parte meridional del Electorado, y la parte septentrional llamada Niederstift—, el feudo de Vest Recklinghausen y el ducado de Westfalia junto con muchos más pequeños territorios separados del electorado por los vecinos ducados de Cleves, Berg, Jülich y Mark. Rodeada por el territorio del electorado, la ciudad de Colonia era parte de la archidiócesis, pero no de las posesiones temporales del electorado.
El electorado estaba gobernado por un arzobispo príncipe elector del imperio. Como arzobispo, era responsable del liderazgo espiritual, aunque también poseía poderes económicos y jurídicos. Como elector, era uno de los hombres elegidos por el sacro emperador de un grupo de candidatos imperiales.
El electorado obtuvo el nombre de la ciudad de Colonia y esta sirvió de capital de la archidiócesis hasta 1288. Después de eso, el arzobispo y príncipe elector usó las ciudades más pequeñas de Bonn (30 km al sur de Colonia) y Brühl (a 12 km al sur a orillas del Rin) como su capital y residencia; hacia 1580 la residencia y capital se establecieron en Bonn. La ciudad de Colonia obtuvo el estatus de ciudad imperial libre en 1478; sin embargo, el arzobispo de Colonia aún mantenía derechos judiciales en ella. Actuaba como un Vogt o como un Hogrefe y se reservaba el derecho de justicia de sangre (Blutgericht): tan solo él podía imponer penas de muerte o castigos que provocaban el derramamiento de sangre sin causar la muerte. Independientemente de su posición como juez, no podía entrar en la ciudad de Colonia salvo en circunstancias especiales, y entre el ayuntamiento de Colonia y el arzobispo elector se desarrolló una relación fría y a veces incluso de enemistad durante siglos.
El arzobispo era ayudado normalmente por un pariente noble y no necesariamente un sacerdote. Esta práctica generalizada permitió a los hijos menores de las casas nobles encontrar puestos prestigiosos y financieramente seguros sin los requisitos del sacerdocio. El arzobispo y el príncipe elector eran elegidos por el capítulo catedralicio, cuyos miembros también servían como sus consejeros. En cuanto miembros de un capítulo catedralicio, participaban en la misa o cantaban la misa y desempeñaban otros deberes según las necesidades. No se les exigía ser sacerdotes, pero ellos podían ser ordenados si así lo deseaban. Como prebendas recibían estipendios de los ingresos de la catedral, dependiendo de la ubicación y la riqueza de la catedral, lo cual podía suponer ingresos sustanciales al año. En el electorado, el cabildo incluía 24 canónigos de diversos estamentos sociales; cada uno tenía un lugar en el coro, basado en su rango, que a su vez se derivaba generalmente de la situación social de sus familias.

### Elección de 1577
Cuando su sobrino Arnold murió sin descendencia, Salentin von Isenburg-Grenzau (1532-1610) dejó el puesto de elector en septiembre de 1577 y, en diciembre, se casó con Antonia Wilhelmine von Arenberg, hermana de Charles de Ligne, príncipe de Arenberg. La renuncia de Salentin hizo necesaria la elección de un nuevo arzobispo y príncipe elector para el capítulo catedralicio. Surgieron dos candidatos.
El primer candidato era Gebhard (1547-1601), segundo hijo de Wilhelm Truchsess von Waldburg, conocido como Guillermo el Joven, y Johanna von Fürstenberg. Él descendía por la línea jacobina de la Casa de Waldburg; su tío fue cardenal y su familia tenía importantes contactos imperiales.
El segundo candidato, Ernesto de Baviera (1554-1612), era el tercer hijo de Alberto V de Baviera. Como miembro de la poderosa Casa de Wittelsbach, Ernesto podía recabar apoyos de su extenso número de conexiones familiares con las casas católicas del Imperio. Asimismo, tenía contactos en importantes centros canónicos de Salzburgo, Tréveris, Wurzburgo y Münster, que también podían ejercer influencia.
Ernesto era canónigo en Colonia desde 1570. Tenía el apoyo del vecino duque de Jülich y muchos aliados en el capítulo catedralicio. Aunque contaba con el apoyo del papado y la influencia de su padre, en 1571 el esfuerzo para concederle el cargo de coadjutor del electorado de Colonia no surtió efecto por cuanto que Salentin estuvo de acuerdo en acatar los procedimientos de Trento. Como obispo coadjutor, Ernesto hubiera estado bien posicionado para presentarse a sí mismo como el sucesor natural de Salentin. Desde entonces prosperó en otros lugares a pesar de todo y se convirtió en obispo de Lieja, Frisinga y Hildesheim, importantes baluartes de la Contrarreforma católica. Fue un clérigo de carrera, aunque no precisamente por sus conocimientos en teología, sino por los contactos familiares. Su membresía en varios capítulos aumentó la influencia de su familia y su condición de prebendario le dio una parte de los ingresos de varias catedrales. Fue educado por los jesuitas y el papado consideró colaborar con su familia para limitar la expansión del luteranismo y el calvinismo en las provincias del norte.
Gebhard, al ser también hijo menor, se preparó para la carrera eclesiástica. Recibió una educación humanista; aparte de hablar alemán, su idioma nativo, aprendió otras lenguas, como el latín, el italiano y el francés, y estudió historia y teología. Después de asistir a las universidades de Dilinga, Ingolstadt, Perugia y Lovaina entre otras, comenzó su carrera eclesiástica en 1560 en Augsburgo. Su conducta en Augsburgo causó escándalo. El obispo, su tío, solicitó al duque de Baviera que le reprendiera, lo que aparentemente condujo a alguna mejora en su comportamiento. En 1561 se convirtió en diácono de la catedral de Colonia (1561-77), canónigo de la basílica de San Gereón (1562-67), canónigo en Estrasburgo (1567-1601) en Ellwangen (1567-83) y en Wurzburgo (1569-70). En 1571 llegó a ser diácono de la catedral de Estrasburgo, una posición que mantuvo hasta su muerte. En 1576, por nombramiento papal, fue preboste de la catedral de Augsburgo. Al igual que su oponente, estos puestos le acarrearon influencia y riqueza; poco tenían que ver con su vocación sacerdotal.
Si la elección hubiera sido llevada por el papado, Ernesto habría sido elegido; pero el papa no era miembro del capítulo catedralicio y Gebhard tenía el apoyo de varios canónigos católicos y de todos los canónigos protestantes del capítulo. En diciembre de 1577 fue elegido elector y arzobispo de Colonia después de una reñida votación con Ernesto, el candidato del papado; Gebhard ganó la elección por dos votos. Aunque no se le exigía, Gebhard aceptó someterse a ser ordenado sacerdote. Fue debidamente consagrado en marzo de 1578 y juró defender los decretos del Concilio de Trento.

### Conversión de Gebhard

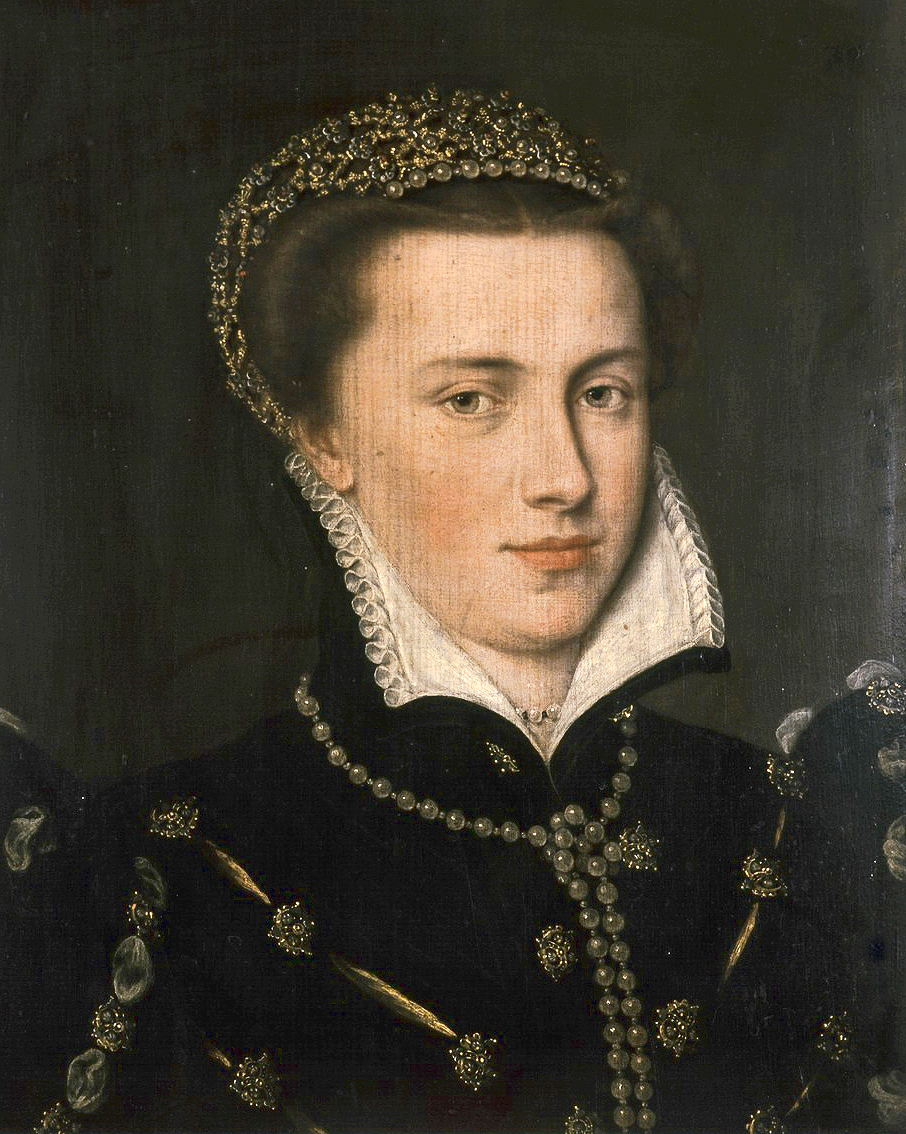
Agnes von Mansfeld-Eisleben

Agnes von Mansfeld-Eisleben fue una canóniga protestante en el monasterio de Gerresheim (hoy día distrito de Düsseldorf). Su familia era un linaje menor de la vieja Casa de Mansfeld, que ya a mediados del siglo XVI había perdido buena parte de su fortuna, pero no su influencia. La línea de Mansfeld-Eisleben mantuvo bastante autoridad en su distrito; muchos de los primos y tíos de Agnes firmaron el Libro de la Concordia y la familia ejerció considerable influencia en los asuntos de la Reforma.
Anges se crio en Eisleben, el pueblo donde nació Lutero. Las propiedades de la familia estaban situadas en Sajonia, pero la hermana de Agnes vivía en la ciudad de Colonia, casada con el barón Peter von Kriechingen. A pesar de ser miembro del monasterio de Gerresheim, Agnes era libre para ir donde quisiera.
Las fuentes difieren sobre cuándo conoció a Gebhard. Algunos dicen que la vio en una de sus visitas a su hermana en Colonia. Otros afirman que Gebhard la vio por primera vez durante una procesión religiosa. Sea como fuese, a finales de 1579 y principios de 1580, atrajo la atención de Gebhard. Él la buscó, y comenzaron una relación. Dos de sus hermanos, Ernst y Hoyer Christoph, visitaron pronto a Gebhard en la residencia del arzobispo y lo convencieron de que se casara con ella. 

La fe católica de Gebhard, que de ninguna manera se basaba en su convicción más íntima, empezó a vacilar cuando tuvo que decidir si renunciar a la mitra del obispo y permanecer fiel a la mujer que amaba, o renunciar a su amor y seguir siendo miembro de la jerarquía eclesiástica.

 Mientras consideraba esto, los rumores de una posible conversión de Gebhard se difundían por todo el Electorado.
La mera posibilidad de la conversión de Gebhard causó consternación en el electorado, en el imperio y en algunos Estados europeos como Inglaterra y Francia. Gebhard consideró sus opciones y escuchó a sus consejeros, entre ellos su hermano Karl Truchsess von Waldburg (1548-1593) y Adolf von Nieuwenaar (Adolf von Neuenahr) (1545-1589). Sus oponentes en el capítulo catedralicio solicitaron la ayuda exterior de los Wittelsbach en Baviera y del papa. Algunos diplomáticos fueron de tribunal en tribunal por toda Renania, suplicando a Gebhard para que considerara las consecuencias de una conversión y cómo esto destruiría al electorado. Estos diplomáticos le aseguraron el apoyo a su causa en caso de que se convirtiera y mantuviera el electorado, y amenazaban con destruirlo si lo convertía. Los magistrados de Colonia se opusieron vehementemente a cualquier conversión posible y a la extensión de la paridad a los protestantes de la archidiócesis. Sus partidarios protestantes le dijeron a Gebhard que podía casarse con Agnes y conservar el electorado convirtiéndolo en un ducado dinástico. En todo el electorado y en sus fronteras, sus partidarios y sus enemigos reunieron a sus tropas, armaron sus guarniciones, almacenaron víveres y se prepararon para la guerra. El 19 de diciembre de 1582, Gebhard anunció su conversión, como él mismo expresó, de la «oscuridad del papado a la Luz» de la palabra de Dios.

### Implicaciones de su conversión

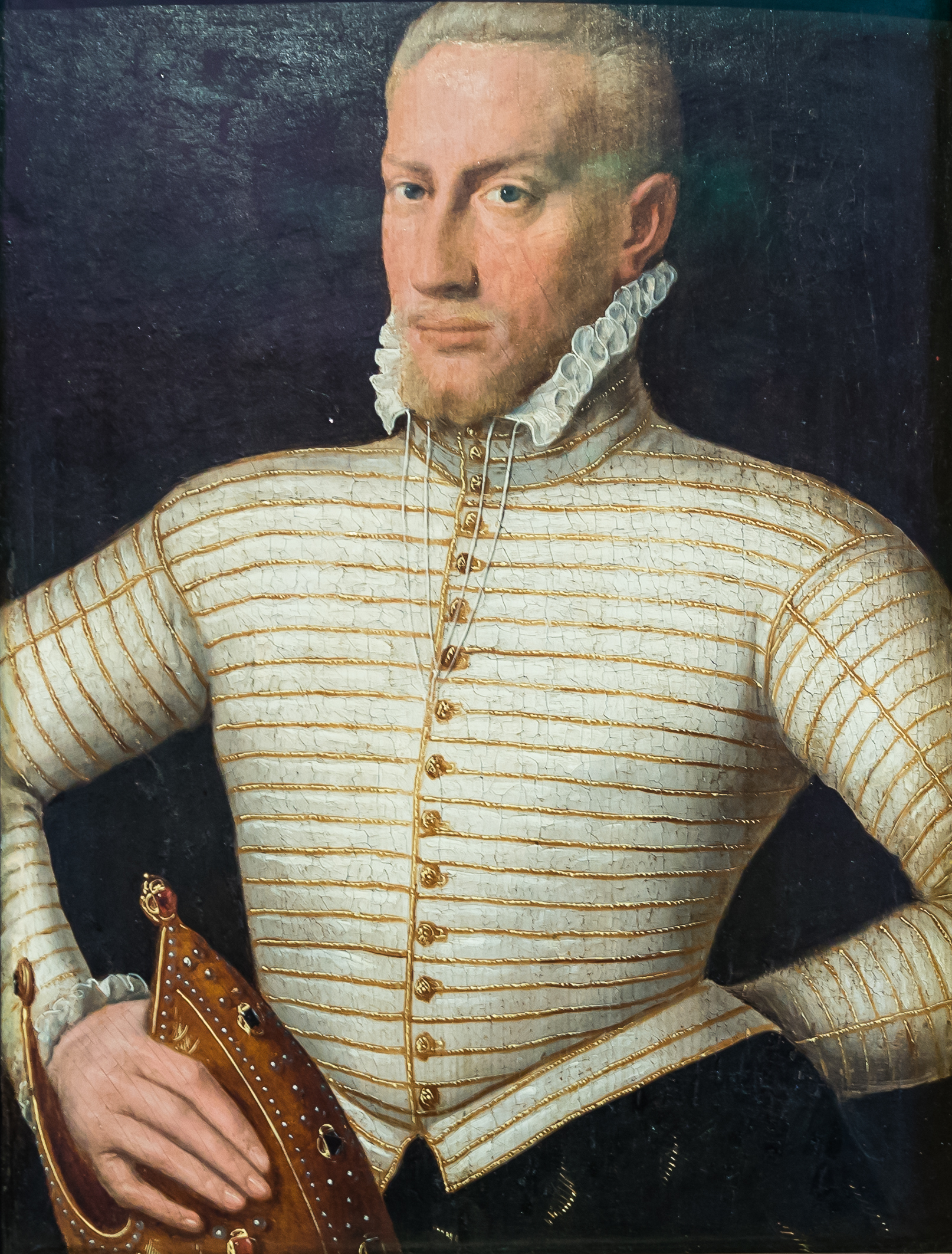
Gebhard, senescal de Waldburg, cuya conversión al protestantismo, su matrimonio y su negativa a renunciar a su cargo de obispo provocaron la guerra

La conversión del arzobispo de Colonia al protestantismo tuvo repercusiones religiosas y políticas en todo el Sacro Imperio. Su conversión tuvo amplias implicaciones para el futuro del proceso electoral del Sacro Imperio Romano Germánico establecido por la Bula de Oro de 1356. En este proceso participaban siete electores imperiales —los cuatro electores seculares de Bohemia, Brandeburgo, el Palatinado y Sajonia— así como los tres electores eclesiásticos de Maguncia, Tréveris y Colonia seleccionados por el emperador. La presencia de por lo menos tres electores «católicos», que colectivamente gobernaban algunos de los territorios eclesiásticos más prósperos del imperio, garantizaba el delicado equilibrio entre católicos y protestantes en la votación; bastaba que un solo un elector más votara por un candidato católico para asegurar que los futuros emperadores permanecerían en la fe católica. La posibilidad de que uno de esos electores se pasara al bando protestante, y que ese elector produjera un heredero para perpetuar este cambio, cambiaría el equilibrio en el colegio electoral en favor de los protestantes.
La conversión de los eclesiásticos a un reino dinástico gobernado por un príncipe protestante desafió el principio del reservatum ecclesiasticum, la reserva eclesiástica, que tenía la finalidad de preservar a los electorados eclesiásticos de esta misma posibilidad. Las dificultades de esa conversión se habían manifestado antes: Hermann von Wied, antiguo príncipe elector y arzobispo de Colonia, también se había convertido al protestantismo, pero había renunciado a su cargo. Del mismo modo, el predecesor de Gebhard, Salentin von Isenburg-Grenzau, se había casado en 1577, pero había renunciado al cargo antes de su matrimonio. Además, la razón de su matrimonio —perpetuar su casa— difería considerablemente de la de Gebhard. La Casa de Waldburg no estaba en peligro aparente de extinción; Gebhard era uno de los seis hermanos y sólo uno había elegido la carrera eclesiástica. A diferencia de sus predecesores que habían abdicado, cuando se convirtió, Gebhard proclamó la Reforma en la misma ciudad de Colonia, lo que enfureció a los líderes católicos de Colonia y a la facción católica en el capítulo catedralicio. Además, Gebhard no se adhirió a las enseñanzas de Lutero, sino a las de Calvino, una forma de observación religiosa no aprobada por las convenciones de Augsburgo de 1555. Al mismo tiempo, tampoco hizo nada para renunciar a su posición de príncipe elector.
Este asunto se complicó aún más cuando el 2 de febrero de 1583, día también conocido como la Fiesta de la Candelaria, Gebhard se casó con Agnes von Mansfeld-Eisleben en una casa privada en Rosenthal, a las afueras de Bonn. Tras la ceremonia, la pareja fue en procesión hasta el palacio del elector en Bonn y dieron un gran banquete. Sin saberlo, mientras ellos celebraban su boda, el duque Federico de Sajonia-Lauenburgo (1554-1586), que era también miembro del capítulo catedralicio, y sus hombres se aproximaron a la fortificación Kaiserswerth cruzando el río y tomaron el castillo tras una breve lucha. Cuando los ciudadanos de Colonia se enteraron, hicieron una gran celebración pública para conmemorarlo.
Dos días después de la boda, Gebhard invistió a su hermano Karl como gobernador (Statthalter) y le concedió el gobierno de Bonn. Entonces él y Agnes viajaron a Zweibrücken y de ahí a Dilinga, cerca de Solms-Braunfels, donde el conde, un fuerte partidario de su causa, le ayudó a conseguir fondos y tropas para defender su territorio. Adolf, conde de Neuenahr, volvió al electorado para preparar la defensa.
Gebhard pretendía claramente transformar un importante territorio eclesiástico en un ducado secular y dinástico. Esta problemática conversión pondría entonces en juego el principio de cuius regio, eius religio en el electorado de Colonia. Bajo este principio, todos los súbditos de Gebhard tendrían que convertirse a su fe: «su regla, su religión». Además, como un hombre relativamente joven, se esperaba que tuviera herederos. Gebhard y su joven esposa vieron una posibilidad muy real de convertir con éxito un rico territorio eclesiástico, diplomáticamente importante y estratégico de un príncipe prelado en un territorio dinástico que llevaba consigo uno de los más codiciados cargos de elector imperial.
El papa Gregorio XIII le excomulgó en marzo de 1583 y el capítulo le depuso, para elegir en su lugar al canónigo de 29 años Ernesto de Baviera, hermano del piadoso Guillermo V de Baviera. La elección de Ernesto precipitó la intervención de la poderosa Casa de Wittelsbach en el conflicto que se estaba avecinando.

## Curso de la guerra
La guerra tuvo tres fases. Al comienzo fue una disputa entre partidarios de Gebhard y el núcleo católico del capítulo catedralicio. Con la elección de Ernesto de Baviera como arzobispo alternativo se fue expandiendo el conflicto, que pasaría a otra escala. La elección de Ernesto garantizaba el apoyo diplomático y financiero de la familia Wittelsbach, además de su participación en los asuntos del electorado de Colonia.
Tras la muerte de Luis VI del Palatinado en 1583 y de Guillermo de Orange en 1584, el conflicto se puso en marcha de nuevo, ya que los dos bandos enfrentados estaban equilibrados en fuerzas y buscaron ayuda exterior para romper el estancamiento. Finalmente, la intervención de Alejandro Farnesio, que tenía bajo su mando el ejército español de Flandes, decantó la balanza a favor de los católicos. En 1588 las fuerzas españolas entraron en el electorado y, tras tomar refugio en Estrasburgo, a lo largo de 1589 las fortalezas que quedaban en manos de los protestantes fueron cayendo a manos de las tropas de Farnesio.

### Disputa de la catedral

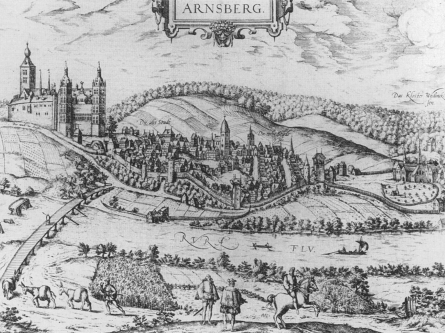
Castillo de Ansberg en 1588. Gebhard vivió ahí anteriormente a su período como elector y financió la reconstrucción de las defensas del castillo. Durante la disputa de la catedral, él y Agnes permanecieron allí hasta 1584, cuando el ejército de Ernesto de Baviera se aproximaba y se vieron forzados a huir a Delft.

Aunque Gebhard había reunido algunas tropas para su causa, esperaba contar con el apoyo de los príncipes luteranos. Por desgracia para él, se había convertido a otra rama de la fe reformista. Tales príncipes luteranos como Augusto, elector de Sajonia, se negaron a dar apoyo militar a los calvinistas y el elector palatino no pudo persuadirlos de unirse a su causa.
Gebhard tenía tres partidarios principales. Su hermano Karl se había casado con Eleonore, condesa de Hohenzollern (1551-después de 1598), y Gebhard podía esperar que esta alianza familiar con los Hohenzollern hambrientos de poder ayudaría a su causa. El aliado y partidario de Gebhard, el conde Adolfo von Neuenahr, era un exitoso y astuto comandante militar, cuyo ejército aseguraba la parte septentrional del territorio. Por último, Johann Casimir (1543-1592), hermano del elector del Palatinado, le expresó su apoyo e hizo una gran demostración de fuerza en la parte meridional del electorado de Colonia.
En los primeros meses después de la conversión de Gebhard, dos ejércitos rivalizaron en toda la parte meridional del electorado, con la destrucción del Oberstift. Pueblos, abadías, conventos y varias ciudades fueron saqueados e incendiados por ambos bandos; Linz am Rhein y Ahrweiler evitaron la destrucción al jurar lealtad a Salentin. En el verano de 1583, Gebhard y Agnes se refugiaron primero en Vest Recklinghausen, un feudo del electorado, y luego en el ducado de Westfalia, en el castillo de Arensberg. En ambos territorios, Gebhard promovió la reforma todo lo que pudo, aunque sus soldados se entregaron a un ataque continuado a la iconoclasia y al saqueo.
A pesar de algunos contratiempos, la guerra parecía ir al principio a favor de Gebhard, hasta octubre de 1583, cuando murió el elector del Palatinado, Casimir disolvió su ejército y regresó a la corte de su hermano como guardián del duque, que tenía 10 años. En noviembre de 1583, desde su castillo de Arensberg en Westfalia, escribió a Francis Walsingham, consejero y maestro espía de Isabel de Inglaterra: 

Nuestras necesidades son apremiantes, y usted [Walsingham] y los otros consejeros virtuosos de la Reina creemos que pueden ayudarnos; además, puesto que Dios nos ha llamado al conocimiento de Sí Mismo, hemos escuchado de nuestros consejeros que amáis y fomentáis el servicio de Dios.

El mismo día, Gebhard escribió también al arzobispo de Canterbury y al obispo de Londres presentándoles su caso: «En verdad, el Anticristo romano mueve cada piedra para oprimirnos a nosotros y a nuestras iglesias». Dos días más tarde escribió una carta más extensa a la reina: 

Por lo tanto, rogamos humildemente a Su Majestad que nos preste 10 000 ángeles, y que los envíe rápidamente, para que podamos preservar nuestras iglesias de la invasión del enemigo este invierno, porque si perdiéramos Bonn, estaríamos en el mayor peligro, mientras que si Dios nos permite guardarla, esperamos, por su gracia, que el Anticristo y sus agentes serán frustrados en su maldito intento contra los que invocan al Dios verdadero.

Godesberg, una fortaleza a pocos kilómetros de la capital del electorado de Bonn, fue tomada al ataque a finales de 1583 después de un brutal asedio de un mes. Cuando los cañones bávaros no destruían los bastiones, los zapadores hacían túneles bajo las espesas paredes y volaban las fortificaciones desde abajo. Las fuerzas del arzobispo católico todavía no podían romper lo que quedaba de las fortificaciones, por lo que se arrastraron por las cloaclas (de ahí el nombre de «guerra de las cloacas»). Al tomar la fortaleza mataron a todos los defensores excepto a tres: un capitán de la guardia que podía demostrar que era ciudadano de Colonia y el hijo de un importante político de Colonia, el comandante y su esposa. Los cinco kilómetros de carretera entre Godesberg y Bonn estaban llenos de tantas tropas que parecía un campamento militar. Al mismo tiempo, una de las pocas batallas de la guerra en la que los partidarios de Gebhard ganaron fue Aalst (Alost en francés) contra las fuerzas católicas del Federico de Sajonia-Lauenburgo, que había levantado su propio ejército y había entrado en la contienda por su propia voluntad unos meses antes.
Los católicos ofrecieron a Gebhard una gran suma de dinero, la cual él rechazó; en su lugar exigió la restauración de su estado. Cuando las negociaciones entre los electores y el emperador, primero en Fráncfort del Meno y después en Mühlhausen (Westfalia), no consiguieron llegar a un acuerdo para resolver la disputa, el papa organizó un apoyo militar para el bando católico de varios miles de soldados españoles a principios 1584.

### Intervención de fuerzas militares exteriores
La elección de Ernesto de Baviera amplió la disputa local en un fenómeno nacional dentro del Sacro Imperio. El papa donó 55 000 coronas como pago a mercenarios para luchar en el bando de Ernesto y otros 40 000 directamente para las arcas del nuevo arzobispo. Bajo el mando de su hermano Fernando, las fuerzas de Ernesto se abrieron paso en Westfalia, amenazando a Gebhard y Agnes en su fortaleza en Arensberg. Gebhard y Agnes escaparon a las rebeldes provincias de los Países Bajos con casi 1000 jinetes, donde el príncipe Guillermo les dio un refugio en Delft. Allí, Gebhard solicitó a Guillermo, sin recursos, dinero y tropas. Tras el asesinato de Guillermo de Orange en julio de 1584, Gebhard escribió a la reina Isabel de Inglaterra solicitando ayuda. Isabel respondió hacia finales de 1585, diciéndole que se pusiera en contacto con Robert Dudley, primer conde de Leicester, su enviado a la revuelta holandesa y recientemente nombrado comandante en jefe de su ejército en los Países Bajos. Isabel tenía sus propios problemas con los seguidores de su prima María Estuardo, la reina de Escocia, y con los españoles.

### Estancamiento
A finales de 1585, ambas partes habían llegado a un punto muerto, pese a que Fernando de Baviera había hecho varias incursiones significativas en el electorado de Colonia. Una buena parte de la población se había convertido a la doctrina calvinista. Para apoyarlos, la Suiza calvinista y Estrasburgo proporcionaron una corriente constante de teólogos, juristas, libros e ideas. Los líderes calvinistas comprendían el peligro de la intervención española: significaba la introducción agresiva de la Contrarreforma en sus territorios. Francia, en la persona de Enrique III de Francia, estaba igualmente interesada, ya que el cerco de Francia por los Habsburgo era motivo de preocupación. Otra parte importante de la población del electorado se adhería a la fe católica, apoyada por los jesuitas financiados por Wittelsbach. Los partidarios de ambos bandos cometieron atrocidades: en la ciudad de Colonia, el mero rumor de que el ejército de Gebhard se aproximaba hizo que varios alborotadores asesinaran a varias personas sospechosas de simpatizar con la causa protestante.
Ernesto dependía de su hermano Fernando y de los barones católicos en el capítulo catedralicio para sostener el territorio que había adquirido. En 1585 Münster, Paderborn y Osnabrück sucumbieron a la enérgica ofensiva de Fernando en las regiones orientales del electorado; poco tiempo después cayó Minden. Con su ayuda, Ernesto pudo mantener Bonn. El apoyo de la ciudad de Colonia también era seguro. Para derrocar a Gebhard, sin embargo, Ernesto tuvo que pedir ayuda finalmente a Alejandro Farnesio, duque de Parma, que comandaba las fuerzas españolas en los Países Bajos.
El duque estaba más que dispuesto a ayudar. El electorado de Colonia era de suma importancia estratégica para España, pues ofrecía otra vía terrestre para llegar a las provincias rebeldes septentrionales de los Países Bajos. El Camino Español, desde las posesiones a orillas del Mediterráneo hasta lo que es hoy Bélgica, era una larga y complicada travesía para el aprovisionamiento y por las poblaciones hostiles de los territorios por las que pasaba. Una ruta alternativa en el Rin garantizaba un mejor acceso a los Países Bajos a los Habsburgo. Además, la presencia de un electorado calvinista casi en la frontera holandesa podría retrasar sus esfuerzos para devolver a los rebeldes holandeses al dominio español y a la confesión católica.
Felipe II de España y sus generales pudieron convencerse de apoyar la causa de Ernesto por tales consideraciones. De hecho, el proceso de intervención había comenzado antes. En 1581, las fuerzas de Felipe II, pagadas con oro papal, habían tomado Aquisgrán, que los protestantes habían ocupado con anterioridad. A mediados de la década de 1580, las fuerzas del duque de Parma, auxiliadas por los Wittelsbach y los católicos de Colonia, habían conseguido guarniciones seguras en los territorios septentrionales del electorado. En 1590 estas guarniciones dieron acceso a España a las provincias del norte y Felipe tenía un problema menos: al tener acceso militar a las provincias rebeldes y estando estas aisladas del posible apoyo de los protestantes alemanes, pudo dirigir más su atención a Francia y menos a sus problemas con los holandeses.
Gebhard, en cambio, para sostener el territorio necesitaba el apoyo total de su hermano Karl y de Neuenahr. Para derrotar a Ernesto, precisaba el auxilio adicional que había solicitado a Delft y a Inglaterra. Era evidente el interés de Inglaterra y de los holandeses en ofrecer ayuda. Los holandeses no podrían mantener a raya al ejército español en Flandes y, si ese ejército fuera en ayuda de Gebhard, necesitaría una armada para abastecerlo, y Felipe no podría concentrar su atención en los ingleses y franceses. Sus propios diplomáticos habían tratado de presentar su caso urgentemente a todos los príncipes protestantes: en noviembre de 1583, uno de sus asesores, el doctor Wenceslaus Zuleger, escribió a Francis Walsingham: «Les aseguro que, si el elector de Colonia no es asistido, la guerra en los Países Bajos se extenderá pronto por toda Alemania».
El apoyo recibido por Gebhard, con tropas del conde de Leicester, y de los holandeses, de manos del mercenario Martin Schenk von Nydedeck, tuvo resultados buenos y malos. Las tropas de Leicester, profesionales y bien dirigidas, se desenvolvían bien, pero su utilidad era limitada: las instrucciones de la reina Isabel para ayudar a Gebhard no habían venido acompañadas con apoyo financiero. Leicester tuvo que poner dinero de su propio bolsillo y lo había agotado mientras formaba un ejército. Martin Schenck había desempeñado un largo servicio en el ejército español de Flandes, para el rey francés y para el propio duque de Parma. Era un soldado hábil y carismático, y sus hombres harían cualquier cosa por él. Según se dice, podía dormir en su silla de montar y parecía indomable en el campo de batalla. Por desgracia, Schenck era poco más que un pirata de tierra firme, un libertino y un pícaro y, en última instancia, hizo a Gebhard más daño que bien, como demostró su comportamiento en Westfalia y en la batalla de Werl.

#### Saqueo de Westfalia

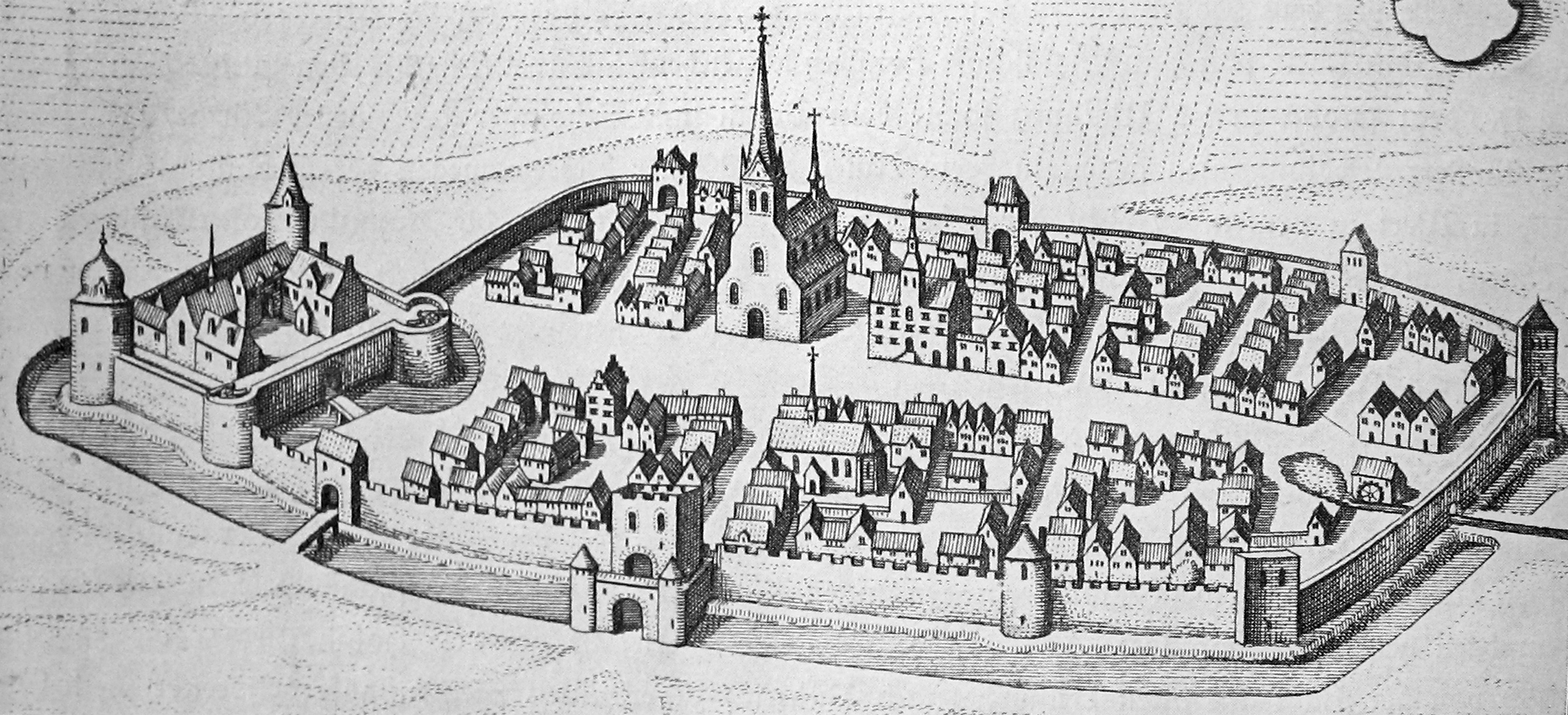
Cloedt y Schenck capturaron la fortificada ciudad de Werl con una inteligente estratagema: escondieron a varios soldados en unos carros cubiertos de sal, en una jugada similar al Caballo de Troya en el

A finales de febrero de 1586, Hermann Friedrich Cloedt, a quien Gebhard había puesto al mando de Neuss, y Martin Schenk se fueron a Westfalia al mando de 500 hombres y 500 jinetes. Después de saquear Vest Recklinghausen el 1 de marzo, tomaron Werl con una ingeniosa estratagema. Cargaron un tren de carros con soldados y los cubrieron con sal. Cuando los vagones de sal fueron vistos fuera de las puertas de la ciudad, los defensores fueron inmediatamente a recogerlos, ya que la sal era muy valiosa en aquella época. Los «soldados salados» redujeron entonces a la guarnición de la ciudad y la tomaron. Algunos de los defensores escaparon a la ciudadela y no pudieron ser desalojados.
Claude de Berlaymont, también conocido como Haultpenne por el nombre de su castillo, reunió un ejército de 4000 hombres y sitió a Schenck y a Cloedt en Werl. Al ser atacados desde el exterior por Haultpenne y desde el interior por los soldados de la ciudadela, Schenck y Cloedt salieron de la ciudad con sus soldados el 3 de marzo. Incapaces de romper las líneas, volvieron a replegarse otra vez a la ciudad, pero varios soldados no quisieron hacerlo y saquearon las aldeas vecinas; 250 habitantes de los pueblos fueron asesinados.
El 8 de marzo Schenck y Cloedt cargaron sus carros, esta vez con botín, tomaron a 30 magistrados como rehenes y atacaron a Haultpenne, de quien mataron unos 500 hombres por unos 200 de los suyos. Entre los rehenes figuraban el alcalde Johann von Pappen y otros altos funcionarios. Aunque Von Pappen murió durante la retirada, los rehenes restantes fueron puestos en libertad después del pago de un alto rescate. Schenck se retiró a Venlo y Cloedt volvió a Neuss.

### Intervención española

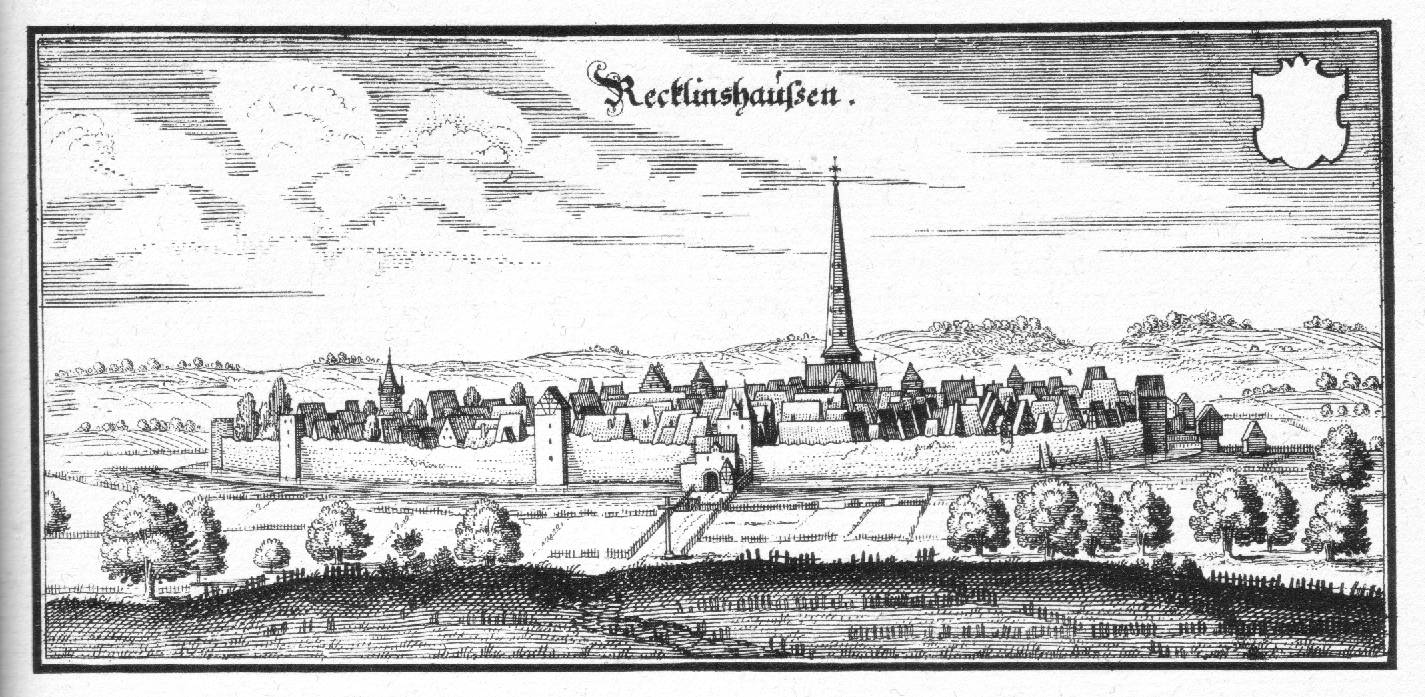
Martin Schenck y Friedrich Cloedt saquearon Recklinghausen al final de la primavera de 1586

En cierta medida, las dificultades que tanto Gebhard como Ernesto tuvieron para tratar de ganar la guerra fueron las mismas que tuvieron los españoles al tratar de acabar con la revuelta holandesa. La prolongación de la guerra hispano-holandesa —ochenta años de cruenta lucha interrumpida por cortos periodos de paz para reorganizarse— era un tipo de guerra en que los enemigos se resguardaban en pueblos fortificados defendidos por fortalezas de traza italiana, lo que significaba que las ciudades tenían que ser tomadas, fortificadas y defendidas dejando una guarnición. Tanto para Gebhard y Ernesto como para los comandantes españoles en los Países Bajos, tratar de ganar la guerra significaba no sólo movilizar a suficientes hombres para sitiar un conjunto de fortalezas con artillería, sino también dejar parte del ejército como guarnición para defender las ciudades que fueron tomadas. La guerra de Colonia, al igual que la revuelta holandesa en este aspecto, fue asimismo una guerra de asedios, no de ejércitos reunidos enfrentados en el campo de batalla, ni de maniobras, ni combates ni pausas, como habían sido y fueron las guerras dos siglos antes y después. Estas requerían hombres que pudieran operar la maquinaria de guerra, lo que significaba una cantidad ingente de recursos económicos para que los soldados pudieran construir y hacer operativas las máquinas de asedio, así como una voluntad política y militar para mantener la maquinaria de guerra. Los españoles se enfrentaron a otro problema, la distancia, lo que les dio un claro interés en intervenir en el asunto de Colonia.

#### Destrucción de Neuss

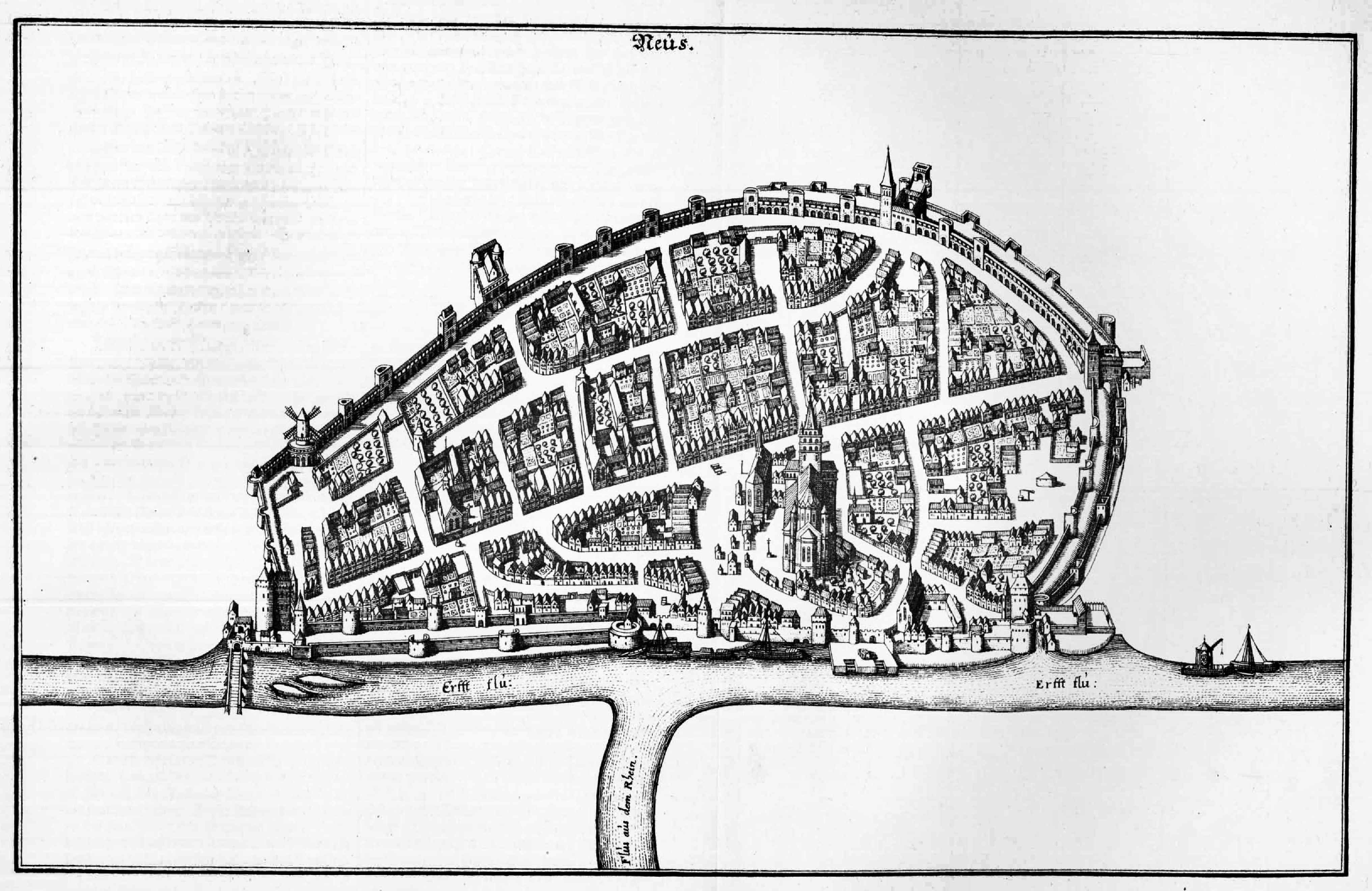
Grabado del plano de la ciudad de Neuss, con las anchas calles que llevan de una puerta de la ciudad a otra. Los soldados entraron por cada puerta. Tras el combate casa por casa llegaron al mercado, donde encontraron a Cloedt y lo colgaron de una ventana.

El partidario de Gebhard, Adolf von Neuenahr, rodeó a Neuss en marzo de 1586 y persuadió a la pequeña guarnición de Ernesto de Baviera a que capitulara. Reforzó y reabasteció la ciudad y puso al joven Friedrich Cloedt al mando de una guarnición de 1600 hombres, la mayoría alemanes y soldados holandeses. Las fortificaciones de la ciudad eran sustanciales: cien años antes había sitiado Borgoña y, entre las fortificaciones, las defensas naturales de los ríos y la guarnición, podía soportar todos los ataques, menos los más decididos.
En julio de 1586, el duque de Parma llegó y sitió la ciudad; irónicamente, el primo de Agnes, Karl von Mansfeld, y sus tropas formaban parte del apoyo a las tropas españolas acampadas a las afueras de Neuss. Farnesio tenía un ejército numéricamente apabullanteː aparte de los 2000 soldados de Mansfeld, él tenía otros 6000 hombres, entre tropa regular y tercios, 2000 experimentados jinetes italianos, soldados españoles y alemanes y unos 45 cañones, los cuales fueron distribuidos en un reducto al otro lado del río y en algunas alturas a poca distancia de las murallas de la ciudad. Según el protolo de guerra generalmente aceptado en 1586, Farnesio pidió la capitulación de la ciudad antes del cañoneo. Cloedt se negó educadamente a capitular. Al día siguiente, festividad de Santiago Apóstol, el patrón de los españoles, el bombardeo no dio comienzo, aunque llegaron al campamento español falsos rumores, afirmando que los protestantes habían asado a dos soldados españoles vivos en el día sagrado para los católicos, una ofensa y profanación que avivó su entusiasmo para la inminente batalla.
Al día siguiente, la artillería española alcanzó las murallas durante 30 horas con balas de cañón de hierro que pesaban unas 30-50 libras; en total, su artillería disparó más de 2700 andanadas. Los españoles hicieron varios intentos de asaltar la ciudad, cada uno repelido por los 1600 soldados de Cloedt. El noveno asalto rompió el muro exterior. Las fuerzas españolas e italianas entraron en la ciudad desde los extremos opuestos y se encontraron en el medio. Cloedt, gravemente herido (tenía una pierna casi arrancada y había sufrido otras cinco heridas graves), había sido trasladado a la ciudad. Las tropas de Farnesio descubrieron a Cloedt cuando era atendido por su esposa y por su hermana. Aunque Alejandro Farnesio se inclinaba a honrar al comandante de la guarnición haciéndole morir bajo la espada como un soldado, Ernesto exigió su ejecución inmediata. El agonizante fue colgado de una ventana, con varios otros oficiales de sus tropas.
Farnesio no hizo ningún esfuerzo para contener a sus tropas. Con furia, los soldados italianos y españoles mataron al resto de la guarnición, incluso a los hombres que intentaron rendirse. Una vez que su sed de sangre estuvo saciada, comenzaron a saquear. Los habitantes que se habían refugiado en las iglesias fueron ignorados al principio, pero, cuando el fuego empezó, se vieron obligados a salir a la calle y fueron atrapados por los soldados. Los relatos contemporáneos hablan de niños, mujeres y ancianos, con sus ropas ardiendo, que trataban de escapar del incendio, para caer en las manos de los españoles enfurecidos. Si escapaban de las llamas y de los españoles, eran acorralados por los italianos. Alejandro Farnesio escribió al rey Felipe que más de 4000 personas yacían muertas en las zanjas. Observadores ingleses confirmaron este informe y dijeron que sólo ocho edificios permanecían en pie.

### La guerra de asedio sigue su curso
Alejandro Farnesio se dirigió a Neuss para organizar un gran asalto y los recursos del ejército español de los Países Bajos rápidamente cambiaron el equilibrio a favor de Ernesto de Baviera. En 1586 sus aliados habían asegurado Vest Recklinghausen, a pesar de que no habían logrado atrapar a Schenck, y habían reducido Neuss a un montón de escombros, mostrando su abrumadora potencia de fuego. En 1587 sitiaron y tomaron las ciudades fortificadas del "Oberstift", recuperaron Bonn, Godesberg y Linz am Rhein y decenas de pequeñas ciudades fortificadas, aldeas y granjas.
Los soldados de ambos bandos saquearon todo lo que se ponía a su paso, buscando funcionarios importantes, botín u otros objetos de valor. El 12 de noviembre de 1587, uno de los informantes de Walsingham escribió que los «soldados de Vartendonc (Martin Schenck) salen diariamente a hacer incursiones, haciendo mucho daño en todos los lugares, porque tienen libre paso a todas partes. La noche anterior 180 jinetes fueron a Bonn, entre Orchel y Linz [am Rhein], para hacer prisioneros, pero al Conde Salatin d'Issemburg [Salentin von Isenburg] no lograron capturar porque se retiró a un castillo». A comienzos de 1588, los partidarios de Gebhard tomaron una vez más Bonn. Uno de los observadores de Walsingham en el Palatinado reportó en Heidelberg que el príncipe de Taxis, coronel del ejército español, había muerto en combate a las afueras de Bonn.
Para la primavera de 1588, Gebhard se había quedado casi sin opciones. En 1583 había rechazado el pacto que se le ofreció después de las conferencias de Fráncfort y Westfalia, contando con el apoyo de los otros electores protestantes. Cuando su apoyo no se materializó, optó por las negociaciones diplomáticas con franceses, holandeses e ingleses. Estos también fueron de ayuda limitada. Después de la destrucción de Neuss en 1586 y de la pérdida de la mayor parte de la zona meridional del electorado en 1587, Rheinberg y sus alrededores eran los únicos territorios del electorado que él controlaba, y buena parte de estos los perdió en 1588. Había agotado sus posibilidades diplomáticas, financieras y militares. Sus problemas de salud (Gelenkenschmerz, o dolor de las articulaciones) le impedían montar a caballo, lo que le limitaba el poder viajar. En la primavera de 1588 renunció a su reclamación sobre el electorado, estando bajo la protección de Neuenahr y Martin Schenck, y se retiró a Estrasburgo. Bonn sería definitivamente ocupada por los españoles el 24 de septiembre de 1588 y las tropas permanecieron en la ciudad hasta 1594. Neuenahr y Schenck continuaron luchando, pero el primero murió por la artillería en 1589 y el segundo cayó en combate en Nimega. Los últimos reductos de Gebhard al norte del electorado cayeron en manos de Farnesio: Kaiserswerth en 1589 y el 3 de febrero de 1590, Rheinberg.

## Consecuencias
Tras la expulsión de Gebhard, Ernesto tomó el control total del electorado de Colonia. En los años posteriores, un nuncio en Colonia tomaría la responsabilidad sobre la administración financiera de la archidiócesis, y el sobrino de Ernesto, Fernando de Baviera, fue elegido para el capítulo catedralicio, heredero forzoso de los Wittelsbach. Cuando Ernesto falleció en 1612, el capítulo catedralicio tuvo que elegir a su sobrino y los Wittelsbach mantuvieron el electorado hasta 1761. La victoria de Ernesto, tanto ganando la votación de 1583 como convenciendo a la asamblea de electores de aceptarlo en 1585, lo confirmó como nuevo arzobispo de Colonia y dio a la familia Wittelsbach presencia en la región del Alto Rin.
El gobierno de Ernesto y el de sus cuatro sucesores de Wittelsbach reforzó la posición de su familia en la política imperial. La victoria del partido católico consolidó aún más la Contrarreforma en los territorios del noroeste del Sacro Imperio, especialmente en los obispados de Münster, Paderborn, Osnabrück y Minden, que estaban rodeados por territorios protestantes. Una vez que Fernando de Baviera o sus aliados, como el duque de Parma, recuperaron el control, los jesuitas identificaron eficientemente a los protestantes recalcitrantes y los convirtieron al catolicismo. La Contrarreforma fue aplicada a fondo en la Baja Renania, con el objetivo de que todo protestante, sea luterano o calvinista, fuera llevado al redil católico. Por sus esfuerzos, los españoles adquirieron importantes cabezas de puente en el río Rin, asegurando una ruta terrestre hacia las provincias rebeldes del norte, lo que ayudó a prolongar una ya larga guerra de secesión hasta bien entrado el siglo siguiente.
La tradición alemana de autonomía local y regional difería estructural y culturalmente de la autoridad cada vez más centralizada de otros Estados europeos, como Francia, Inglaterra y España. Esta diferencia los hizo vulnerables a la intervención descarada de mercenarios españoles, franceses, italianos, holandeses, ingleses y escoceses, y la influencia del oro papal cambió la dinámica de los asuntos de fe alemanes y las disputas dinásticas internas del país. Los grandes «actores» de la etapa política europea de la era moderna se dieron cuenta de que podían mejorar sus propias posiciones vis-a-vis ayudando, promoviendo o socavando la competencia local y regional entre los príncipes alemanes, como lo hicieron en la disputa local entre Gebhard y Ernesto. Por el contrario, príncipes, duques y condes alemanes se percibieron de que podían ganar ventaja sobre sus competidores promoviendo los intereses de vecinos poderosos. La escala del compromiso de tales ejércitos mercenarios externos, como el ejército de Flandes de España, sentó un precedente para internacionalizar las contiendas locales y los asuntos religiosos en los estados alemanes, un problema que no se resolvió hasta la Paz de Westfalia en 1648. Incluso después de ese acuerdo, los estados alemanes siguieron siendo vulnerables tanto por la intervención extranjera como por la división religiosa, tal como lo fue el electorado de Colonia en esta guerra.